# Story (Social Media)
Als eine Story (dt. „Geschichte“) wird in sozialen Netzwerken und Instant-Messaging-Diensten eine Funktion bezeichnet, bei welcher der Nutzer in Form von kurzen zeitlich begrenzten Clips aus mehreren automatisch ablaufenden Sequenzen eine Geschichte erzählt bzw. Statusmeldungen und Informationen vermittelt. Eine Story wird meist auf der Profilseite eines Nutzers angezeigt und stellt somit eine audiovisuelle Erweiterung zu der textbasierten Status-Funktion dar.

## Aufbau
Eine Story ist meist eine kurz und in mehrere Sequenzen unterteilte automatische Abfolge (Autoplay) von Bildern oder Videos, die durch Hintergründe, Musik, Texte, Sticker, Animationen, Effekte und Emojis untermalt wird. Ziel der Story ist es, eine „Geschichte“ (z. B. ein Alltagserlebnis) zu erzählen oder eine Botschaft zu vermitteln (Statusmeldung). Meist können Storys nachträglich nicht verändert werden und sind nur für kurze Zeit verfügbar (oft 24 Stunden). Durch das Verwenden von Hashtags, Markierungen von Personen und Standortangaben kann ein Kontext angegeben und die Reichweite einer Story gesteigert werden. Wie auch bei anderen Funktionen in sozialen Netzwerken ist es meist möglich, die Sichtbarkeit der Story für Personengruppen in den Datenschutz-Einstellungen anzupassen. Storys werden fast ausschließlich auf einem mobilen Gerät wie einem Smartphone oder Tabletcomputer erstellt und meist vertikal angezeigt.

## Geschichte
- Durch das Aufkommen von besseren Handykameras und der steigenden Popularität internetfähiger mobiler Apps wurde auch das Bedürfnis größer, die Statusfunktion, die es bereits in sozialen Netzwerken schon länger gibt, auf den multimedialen Bereich zu erweitern und Funktionen des Feeds dadurch abzunehmen.[2]
- Im Oktober 2013 führte Snapchat erstmals die Story-Funktion ein. Hierbei handelt es sich um eine Abfolge sogenannter Snaps, die zusammen durch eine chronologische Reihenfolge eine Geschichte erzählen. Nach 24 Stunden wird eine Story gelöscht. Snapchat wurde unter anderem wegen dieser Funktion sehr bekannt und beliebt bei jungen Menschen. Deshalb kopierten andere Apps diese Funktion.[3][4] Im Oktober führte Twitter die Story-Funktion mit dem Namen Moments ein. 2016 startete Google den Dienst Google AMP Stories, mit dem mobile Internetseiten schneller geladen werden können und in dem Format einer Story dargestellt werden können.[2]
- Im August 2016 führte Instagram eine Story-Funktion ein, bei welcher der Inhalt nach 24 Stunden gelöscht wird.[5] Von einigen Medien wurde dem Dienst daher vorgeworfen, bei Snapchat zu kopieren.[6]
- Im Februar 2017 führte der Instant-Messenger WhatsApp die Story-Funktion Now Status in der Betaversion ein, die später in „Status“ umbenannt wurde.[7] Im März wurden Storys in Facebook für den Facebook Messenger eingeführt.[8] Auch YouTube veröffentlichte im August 2018 ein entsprechendes Feature, das sich anfangs noch auf Bilder beschränkte, mittlerweile aber auch kurze Videoclips unterstützt.[9][10]
- Im August 2018 führte die Gif-Website Giphy eine Story-Funktion ein.[11] Auch Netflix experimentiert seit Juni 2019 in der Mobilapp-Version mit einem solchen Angebot für Filmtrailer und -teaser.[12]
- Seit November 2022 verfügt auch der Signal-Messenger über ein Pendant zu WhatsApps Storys.[13]

## Nutzungsstatistiken
Weltweit nutzen ca. 1,5 Milliarden Menschen durchschnittlich am Tag die Story-Funktion in einem sozialen Netzwerk oder Messenger. Im Zeitraum zwischen Ende 2018 und April 2019 stieg dabei vor allem der Zuwachs bei Facebook Messenger Stories an. Vor allem jüngere Menschen nutzen diese Funktion. So verwenden bei den 18- bis 24-Jährigen über 20 % das Feature auf Instagram, während es bei den über 55-Jährigen nur noch knapp 2 % sind. Auf Snapchat nutzten im März 2019 Statista zufolge über 190 Millionen Anwender Storys und auf Facebook sowie WhatsApp jeweils mehr als 500 Millionen Menschen. Instagram überschritt die Marke der halben Milliarde Story-Nutzer im Dezember 2018. Auf Facebook Stories nutzen durchschnittlich 150 Millionen Nutzer die Funktion am Tag, auf Instagram 300 Millionen, auf Whatsapp 450 Millionen und auf Facebook Messenger Stories 70 Millionen.
In einer Umfrage von Facebook mit 18.000 Teilnehmern aus 12 Ländern gaben 68 % an, ein solches Feature mindestens einmal im Monat zu nutzen. Jeder Zweite gab an, dass dadurch sein Kaufverhalten beeinflusst werde und er die Werbewebseite besuche. Besonders beliebt sind Storys in den Bereichen Mode und Tourismus.
Die Website Fanpage Karma hat mehrere Instagram-Accounts nach der Größe der Profile analysiert und die durchschnittliche Reichweite von Posts und Storys pro Follower bestimmt. Dabei kam heraus, dass Posts eine bis zu zweimal höhere Reichweite haben als Storys.

## Storys im Online-Marketing
Durch die zunehmende Popularität der Story-Funktion wird diese mittlerweile nicht nur noch von Privatpersonen genutzt, sondern auch als wichtiger Bestandteil im Social-Media-Marketing als Teilmenge des Online-Marketings. Wichtig ist es dabei vor allem, eine Marke authentisch und visuell, aber auch persönlich und unterhaltend an die Werbekunden zu vermitteln. Instagram erkannte auch das Potenzial für Wohltätigkeitsaktionen und führte im Juli 2019 eine Spendefunktion für Storys ein.

## Storys als Webserie
Der 2019 gestartete Instagram-Kanal „eva.stories“ erzählt die Geschichte von der durch den Holocaust verfolgten und in das KZ Auschwitz deportierten Jugendlichen Eva zeitdeckend nach. Es handelt sich um die erste aufwendig produzierte Instagram-Story in Form einer Webserie mit mehreren Millionen US-Dollar Produktionskosten. Sie soll vor allem junge Menschen über die nationalsozialistische Judenverfolgung aufklären, zur Debatte anregen und zur Erinnerungskultur aufrufen, indem eine gewisse Nähe zwischen den Zuschauern und der Protagonistin aufgebaut wird.

## Rechtschreibung
Bei englischen Fremdwörtern, die auf y enden, verändert sich der Plural im Deutschen – anders als im Englischen – nicht zu -ies. Darum sind ausschließlich „viele Storys“ korrekt, nicht aber „viele Stories“.